# Nick Diaz
Nicholas Robert "Nick" Diaz (Stockton, 2 agosto 1983) è un artista marziale misto statunitense.
Combatte nella categoria dei pesi welter per l'organizzazione statunitense UFC, nella quale è stato un contendente sia al titolo di categoria ad interim che a quello di campione indiscusso, perdendo entrambe le volte ai punti rispettivamente contro Carlos Condit e Georges St-Pierre.
In precedenza è stato campione dei pesi welter nella Strikeforce, nella WEC e nell'IFC; inoltre ha combattuto nella Pride, nella Dream e nell'EliteXC.
È il fratello maggiore di Nate Diaz, anch'egli sotto contratto con la UFC.

## Biografia
Nick è nato e cresciuto a Stockton, in California, da una famiglia messicana-statunitense.
Insieme a suo fratello Nate, gestisce una scuola di jiu-jitsu brasiliano a Stockton, denominata Nick Diaz Academy. È anche proprietario e fondatore della promozione di arti marziali miste WAR MMA, attiva dal 22 giugno 2013.

## Caratteristiche tecniche
Diaz è noto soprattutto per le sue eccezionali doti nel grappling: vanta infatti una cintura nera nel Jiu jitsu brasiliano ottenuta sotto Cesar Gracie, che gli conferì tale titolo l'8 maggio 2007, nonché importanti vittorie in competizioni di grappling sia classico che no-gi quali il titolo di campione nazionale delle cinture viola nel 2004 e quello di campione panamericano delle cinture marroni nel 2005.
Il suo stile di lotta a terra risulta differente rispetto a quelli più classici, essendo stato adattato in modo da essere maggiormente efficace nelle MMA, e ciò è dovuto anche al fatto che sin dall'età di sedici anni si allena nel Sambo sotto la guida del campione bulgaro ed ex lottatore UFC Valeri Ignatov.
Vanta anche un record come pugile professionista e si allena con i campioni Luisito Espinosa e Andre Ward: la sua boxe è caratterizzata da un grande volume di colpi sferrati velocemente ma da una scarsa mobilità, che lo porta in una posizione di svantaggio contro avversari dotati di un ottimo gioco di gambe.
Un'ulteriore caratteristica di Diaz e del fratello Nate è il frequente utilizzo del trash-talking durante gli incontri, finalizzato a mettere sotto pressione l'avversario e quindi a garantirgli un vantaggio mentale.
È dotato di grande resistenza aerobica e non appare mai stanco fino al termine dell'incontro, caratteristica che lo stesso Diaz attribuisce al fatto che fin da piccolo ha sempre praticato nuoto. Segue inoltre un regime alimentare pescetariano.

## Carriera nelle arti marziali miste

### Inizi
Nick Diaz ha avuto un'infanzia difficile, cresciuto senza il padre biologico e vittima del bullismo che lo portò ad iniziare la pratica di karate e aikidō.
Dopo aver praticato vari sport da combattimento nel 2001, a 18 anni appena compiuti, esordisce come professionista nell'organizzazione californiana IFC; qui vince il suo primo incontro e già con il secondo match si ritrova a lottare per il titolo dei pesi welter contro Chris Lytle, futuro campione Cage Rage: Diaz vinse ai punti e divenne campione.
Nel settembre 2002 prende parte all'Ultimate Athlete's King of the Mountain, un torneo ad otto lottatori ad eliminazione diretta che si consumò tutto nella stessa sera: Diaz vinse i primi due incontri ma in finale subì la sua prima sconfitta in carriera quando venne messo KO in meno di un minuto da Jeremy Jackson. Lo stesso anno vinse un ulteriore incontro alle Hawaii contro Harris Sarmiento e perse per decisione divisa il suo primo incontro lontano dagli Stati Uniti quando andò in Giappone per affrontare il futuro campione Shooto Kuniyoshi Hironaka.

### World Extreme Cagefighting
Nel 2003 viene ingaggiato dalla promozione WEC, che doveva incoronare il primo campione dei pesi welter nella storia dell'organizzazione: Diaz affrontò Joe Hurley per la cintura e vinse per sottomissione con una kimura in meno di un minuto, divenendo il primo campione dei pesi welter WEC.
Successivamente difese il titolo IFC nel rematch contro Jeremy Jackson, vendicando la sua prima sconfitta in carriera con un KO nel primo round.

### Ultimate Fighting Championship
Nel 2003 Nick Diaz viene messo sotto contratto dalla prestigiosa promozione UFC, probabilmente la più importante del tempo per la categoria dei pesi welter, lasciando vacante il titolo WEC.
Esordì il 26 settembre 2003 all'evento UFC 44: Undisputed, dove chiuse la sua trilogia con Jeremy Jackson sottomettendolo con una leva al braccio.
Nel 2004 affrontò l'allora promettente striker dalle mani pesanti Robbie Lawler: quest'ultimo partiva come favorito, ma Diaz riuscì nell'upset mettendolo KO durante la seconda ripresa. Lo stesso anno affrontò il judoka ed ex campione WEC Karo Parisyan, perdendo ai punti un incontro molto combattuto.
L'anno successivo si rifà mettendo KO il navigato Drew Fickett e l'ex lottatore della Pancrase Koji Oishi; a novembre è nel main match dell'evento The Ultimate Fighter 2 Finale opposto a Diego Sanchez, vincitore della prima stagione del reality show The Ultimate Fighter ed ex campione King of the Cage: nel pre-match scoppiò un'accesa rivalità tra i due lottatori e l'incontro terminò con la vittoria di Sanchez ai punti.
Il 2006 fu totalmente negativo per Diaz e alla sua ultima sconfitta contro Sanchez si aggiunsero altre due sconfitte sempre per decisione dei giudici di gara contro l'ex campione dei pesi medi WEC Joe Riggs e contro il futuro campione dei pesi leggeri UFC Sean Sherk: dopo una serie di tre sconfitte consecutive l'UFC allontanò Diaz.
Dopo soli quattro mesi e un incontro vinto in una promozione locale californiana, Diaz tornò inaspettatamente in UFC per sostituire il malato Thiago Alves nel match contro Josh Neer: Diaz ne approfittò e sottomise Neer durante il terzo round, ottenendo anche il riconoscimento Submission of the Night.
Sempre nel 2006 ha la meglio per KO tecnico sull'esperto di jiu jitsu brasiliano Gleison Tibau: a seguito di tale vittoria si rafforzò lo stato di Diaz come lottatore UFC di alto livello, ma Diaz decise di lasciare la promozione per combattere nella Gracie Fighting Championships.

### Pride Fighting Championships
La promozione Gracie Fighting Championships non riuscì ad imbastire un incontro per Diaz e così il lottatore lottò nell'importante organizzazione giapponese Pride; qui sfidò il campione in carica dei pesi leggeri Takanori Gomi in un incontro non valido per il titolo e in quello che fu il primo incontro di pesi leggeri per Diaz, organizzato negli Stati Uniti: Diaz riuscì a far valere sia il suo grappling che il suo striking contro un avversario dalle mani molto pesanti e durante il secondo round riuscì a sottometterlo con una gogoplata.
Successivamente la commissione atletica del Nevada trovò Diaz positivo alla marijuana e di conseguenza cambiò il risultato dell'incontro in "No Contest".

### Elite Xtreme Combat
Sempre nel 2007 Diaz fa il suo esordio nella promozione EliteXC come peso leggero: qui sconfigge a fatica Mike Aina.
Già con il suo secondo incontro può lottare per il vacante titolo dei pesi leggeri contro KJ Noons, campione di karate e abile pugile: Diaz viene sconfitto in quanto al termine del primo round le troppe ferite sul suo volto imposero lo stop medico.
Nel 2008 combatte un incontro anche nella promozione giapponese Dream, dove sconfigge l'ex campione Pancrase Katsuya Inoue in un incontro valido come eliminatoria per il campionato dei pesi welter: si trattò difatti del ritorno di Diaz nella categoria dei welter.
Lo stesso anno in EliteXC sconfigge l'esperto di arti marziali Muhsin Corbbrey e l'ex campione KOTC Thomas Denny, entrambi per KO tecnico.
Si parlò di un rematch con KJ Noons anche a seguito della rissa scoppiata tra i due ed i rispettivi team al termine dell'evento EliteXC: Return of the King durante il quale Diaz affrontò Corbbrey e Noons difese il suo titolo contro Yves Edwards, ma Noons stesso rifiutò di dare una rivincita a Diaz e per questo la promozione tolse il titolo al campione e lo lasciò vacante; in seguito Diaz avrebbe dovuto affrontare Eddie Alvarez per la cintura vacante, ma la promozione fallì proprio sul finire del 2008.

### Strikeforce
Nel 2009 un evoluto Nick Diaz approdò alla Strikeforce ormai come un lottatore completo e temibile per chiunque.
Nel suo esordio sconfisse per KO Frank Shamrock in un incontro catchweight.
Successivamente sottomise l'ex campione dei pesi mediomassimi WEC Scott Smith, vittoria che lo lanciò immediatamente come contendente al neonato titolo dei pesi welter.
L'avversario di Diaz per il titolo avrebbe dovuto essere inizialmente tal Joe Riggs che sconfisse Diaz in UFC, ma Riggs non poté prendere parte al match e così si pensò a Jay Hieron come avversario, ma anche tal incontro saltò.
Nel 2010 affrontò per il titolo il lituano Marius Žaromskis, campione in carica nella Dream che vedeva la possibilità di detenere due delle più prestigiose cinture delle MMA internazionali: Diaz vinse per KO tecnico nel primo round e divenne il primo campione dei pesi welter Strikeforce.
Nick Diaz supportava anche i propri compagni di team durante i loro incontri, quali il fratello Nate Diaz, il campione dei pesi medi Jake Shields ed il campione dei pesi leggeri Gilbert Melendez: il 17 aprile 2010 assistette alla difesa del proprio titolo da parte del compagno Jake Shields contro Dan Henderson, e al termine dell'incontro Jason Miller, uno dei precedenti avversari sconfitti da Shields, fece irruzione nella gabbia per chiedere un rematch; in quell'istante Nick, Nate e Melendez aggredirono violentemente Miller, facendo scoppiare una vera e propria rissa nella gabbia in diretta TV. Dopo tal episodio Jason Miller chiese di affrontare Nick Diaz, ma l'incontro non si fece.
Lo stesso anno tornò a combattere in Giappone per la Dream contro Hayato Sakurai, un ex campione Shooto, contendente al titolo dei pesi welter UFC e finalista del torneo Pride 2005 Lightweight Grand Prix, vincendo per sottomissione nel primo round.
La prima difesa del titolo Strikeforce fu la rivincita contro KJ Noons: Diaz vinse per decisione unanime dei giudici di gara.
Nel 2011 Diaz difese con successo il titolo altre due volte contro Evangelista "Cyborg" Santos e contro il temibile striker dell'UFC Paul Daley, divenendo così il primo lottatore nella storia della Strikeforce a riuscire a difendere il proprio titolo per tre volte consecutive.

### Ritorno in UFC
Il parziale di dieci vittorie consecutive messo a segno da Diaz tra il 2008 ed il 2011 convinse Dana White a richiamarlo in UFC per permettergli di affrontare direttamente il fuoriclasse assoluto Georges St-Pierre, campione dei pesi welter UFC imbattuto dal 2008.
Diaz lasciò vacante il titolo Strikeforce per poter competere per quello UFC, e la sfida titolata avrebbe dovuto svolgersi con l'evento UFC 137, ma Diaz saltò alcune conferenze stampa e non pubblicizzò a sufficienza l'incontro, e così White decise di promuovere Carlos Condit come contendente al titolo e Diaz venne messo contro la B.J. Penn.
Diaz sconfisse Penn ai punti grazie alla sua selvaggia ed efficace tecnica nella boxe, e al termine dell'incontro lanciò ulteriormente la sfida a Georges St-Pierre, finendo per metterla sul personale tra i due, ma lo stesso campione canadese non difese il titolo contro Condit a causa di un infortunio.
L'infortunio di St-Pierre si aggravò e così l'UFC decise di istituire una cintura ad interim per il ruolo di primo sfidante quando il vero campione sarebbe ritornato dall'infortunio, e per tale cintura si sfidarono Nick Diaz e Carlos Condit: Condit sconfisse Diaz per decisione unanime dei giudici di gara (49–46, 48–47 e 49–46 i punteggi) in un incontro che venne visto dai più come molto equilibrato e non come una nitida vittoria di Condit; in seguito a tale sconfitta Diaz se la prese con il sistema di punteggio dei giudici e annunciò il proprio ritiro dalle MMA.
Diaz venne trovato positivo all'utilizzo di marijuana e venne sospeso per un anno.
Nel maggio 2012 si vociferò che Diaz avrebbe affrontato il pluridecorato campione di grappling Braulio Estima al World Jiu-Jitsu Expo, ma Diaz stesso non si presentò all'evento.
Nel 2013 Diaz tornò nelle MMA e con stupore di tutti gli venne data immediatamente la possibilità di sfidare Georges St-Pierre per il titolo, il quale nel frattempo era tornato dall'infortunio, aveva sconfitto Carlos Condit e aveva richiesto la sfida contro Diaz, nonostante era stato promesso un posto da contendente a Johny Hendricks.
Diaz perse la sfida titolata contro St-Pierre per decisione unanime dei giudici di gara, i quali assegnarono tutti e cinque i round al campione canadese.
Successivamente venne offerta a Diaz la possibilità di un rematch contro Carlos Condit con l'evento UFC 171: Hendricks vs. Lawler del 15 marzo 2014, ma fu Diaz a rifiutare tale possibilità, e lo stesso anno Diaz chiese la rescissione del proprio contratto che lo legava all'UFC, richiesta che i vertici della promozione non accolsero.
Nel luglio 2014 Diaz firmò un nuovo contratto con l'UFC e tornò ufficialmente attivo, ma il successivo incontro avvenne solamente nel gennaio del 2015, ovvero un superfight di pesi medi contro Anderson Silva, incontro perso ai punti; al termine del match venne reso noto che Diaz risultò positivo all'uso di marijuana ed il suo avversario Silva positivo ad un test antidoping. Dopo un'udienza disciplinare, la commissione atletica del Nevada sospese Silva per un anno e rovesciò il risultato dell'incontro in un no contest. Il 14 settembre la commissione sospese Nick Diaz per 5 anni e lo multò a pagare una cifra di 165.000 dollari per aver fallito il test anti-doping dell'evento UFC 183.
Tornato eleggibile il 9 aprile 2018, ritorna a combattere contro Robbie Lawler il 25 settembre 2021 a distanza di sei anni dal suo ultimo incontro, perdendo per KO tecnico all'inizio del terzo round.

## Risultati nelle arti marziali miste
| Risultato  | Record    | Avversario         | Metodo                           | Evento                                        | Data              | Round | Tempo | Città                       | Note |  |
| Sconfitta  | 26-10 (2) | Robbie Lawler      | KO tecnico (ritiro)              | UFC 266: Volkanovski vs. Ortega               | 25 settembre 2021 | 3     | 0:44  | Las Vegas, Stati Uniti      | |  |
| No Contest | 26-9 (2)  | Anderson Silva     | No Contest (doping)              | UFC 183: Silva vs. Diaz                       | 31 gennaio 2015   | 5     | 5:00  | Las Vegas, Stati Uniti      | Incontro di Pesi Medi La vittoria per decisione unanime di Silva venne rovesciata in un no contest, dopo che quest'ultimo risultò positivo ad un test anti-doping. Diaz venne trovato positivo ad un test della marijuana. |  |
| Sconfitta  | 26-9 (1)  | Georges St-Pierre  | Decisione (unanime)              | UFC 158: St-Pierre vs. Diaz                   | 16 marzo 2013     | 5     | 5:00  | Montréal, Canada            | Per il titolo dei Pesi Welter UFC |  |
| Sconfitta  | 26-8 (1)  | Carlos Condit      | Decisione (unanime)              | UFC 143: Diaz vs. Condit                      | 4 febbraio 2012   | 5     | 5:00  | Las Vegas, Stati Uniti      | Per il titolo dei Pesi Welter UFC ad Interim |  |
| Vittoria   | 26–7 (1)  | B.J. Penn          | Decisione (unanime)              | UFC 137: Penn vs. Diaz                        | 29 ottobre 2011   | 3     | 5:00  | Las Vegas, Stati Uniti      | |  |
| Vittoria   | 25–7 (1)  | Paul Daley         | KO Tecnico (pugni)               | Strikeforce: Diaz vs. Daley                   | 9 aprile 2011     | 1     | 4:57  | San Diego, Stati Uniti      | Difende il titolo dei Pesi Welter Strikeforce |  |
| Vittoria   | 24–7 (1)  | Evangelista Santos | Sottomissione (armbar)           | Strikeforce: Diaz vs. Cyborg                  | 29 gennaio 2011   | 2     | 4:50  | San Jose, Stati Uniti       | Difende il titolo dei Pesi Welter Strikeforce |  |
| Vittoria   | 23–7 (1)  | KJ Noons           | Decisione (unanime)              | Strikeforce: Diaz vs. Noons II                | 9 ottobre 2010    | 5     | 5:00  | San Jose, Stati Uniti       | Difende il titolo dei Pesi Welter Strikeforce |  |
| Vittoria   | 22–7 (1)  | Hayato Sakurai     | Sottomissione (armbar)           | Dream 14                                      | 29 maggio 2010    | 1     | 3:54  | Saitama, Giappone           | |  |
| Vittoria   | 21–7 (1)  | Marius Žaromskis   | KO Tecnico (pugni)               | Strikeforce: Miami                            | 30 gennaio 2010   | 1     | 4:38  | Sunrise, Stati Uniti        | Vince il titolo dei Pesi Welter Strikeforce |  |
| Vittoria   | 20–7 (1)  | Scott Smith        | Sottomissione (rear naked choke) | Strikeforce: Lawler vs. Shields               | 6 giugno 2009     | 3     | 1:41  | Saint Louis, Stati Uniti    | |  |
| Vittoria   | 19–7 (1)  | Frank Shamrock     | KO Tecnico (pugni)               | Strikeforce: Shamrock vs. Diaz                | 11 aprile 2009    | 2     | 3:57  | San Jose, Stati Uniti       | Debutto in Strikeforce |  |
| Vittoria   | 18–7 (1)  | Thomas Denny       | KO Tecnico (pugni)               | EliteXC: Unfinished Business                  | 26 luglio 2008    | 2     | 0:30  | Stockton, Stati Uniti       | |  |
| Vittoria   | 17–7 (1)  | Muhsin Corbbrey    | KO Tecnico (pugni)               | EliteXC: Return of the King                   | 14 giugno 2008    | 3     | 3:59  | Honolulu, Stati Uniti       | |  |
| Vittoria   | 16–7 (1)  | Katsuya Inoue      | KO Tecnico (stop medico)         | Dream.3 Light Weight Grandprix 2008 2nd Round | 11 maggio 2008    | 1     | 6:45  | Saitama, Giappone           | Debutto in Dream |  |
| Sconfitta  | 15–7 (1)  | KJ Noons           | KO Tecnico (stop medico)         | EliteXC: Renegade                             | 10 novembre 2007  | 1     | 5:00  | Corpus Christi, Stati Uniti | Per il titolo dei Pesi Leggeri EliteXC |  |
| Vittoria   | 15–6 (1)  | Mike Aina          | Decisione (non unanime)          | EliteXC: Uprising                             | 15 settembre 2007 | 3     | 5:00  | Honolulu, Stati Uniti       | |  |
| No Contest | 14–6 (1)  | Takanori Gomi      | No Contest (marijuana)           | Pride 33: The Second Coming                   | 24 febbraio 2007  | 2     | 1:46  | Las Vegas, Stati Uniti      | Debutto in Pride |  |
| Vittoria   | 14–6      | Gleison Tibau      | KO Tecnico (pugni)               | UFC 65: Bad Intentions                        | 18 novembre 2006  | 2     | 2:27  | Sacramento, Stati Uniti     | |  |
| Vittoria   | 13–6      | Josh Neer          | Sottomissione (kimura)           | UFC 62: Liddell vs. Sobral                    | 26 agosto 2006    | 3     | 1:42  | Las Vegas, Stati Uniti      | |  |
| Vittoria   | 12–6      | Ray Steinbeiss     | Decisione (unanime)              | ICFO 1: Stockton                              | 13 maggio 2006    | 3     | 5:00  | Stockton, Stati Uniti       | |  |
| Sconfitta  | 11–6      | Sean Sherk         | Decisione (unanime)              | UFC 59: Reality Check                         | 15 aprile 2006    | 3     | 5:00  | Anaheim, Stati Uniti        | |  |
| Sconfitta  | 11–5      | Joe Riggs          | Decisione (unanime)              | UFC 57: Liddell vs. Couture 3                 | 4 febbraio 2006   | 3     | 5:00  | Las Vegas, Stati Uniti      | |  |
| Sconfitta  | 11–4      | Diego Sanchez      | Decisione (unanime)              | The Ultimate Fighter 2 Finale                 | 5 novembre 2005   | 3     | 5:00  | Las Vegas, Stati Uniti      | |  |
| Vittoria   | 11–3      | Koji Oishi         | KO (pugni)                       | UFC 53: This Time It's Personal               | 4 giugno 2005     | 1     | 1:24  | Atlantic City, Stati Uniti  | |  |
| Vittoria   | 10–3      | Drew Fickett       | KO Tecnico (pugni)               | UFC 51: Super Saturday                        | 5 febbraio 2005   | 1     | 4:40  | Las Vegas, Stati Uniti      | |  |
| Sconfitta  | 9–3       | Karo Parisyan      | Decisione (non unanime)          | UFC 49: Unfinished Business                   | 21 agosto 2004    | 3     | 5:00  | Las Vegas, Stati Uniti      | |  |
| Vittoria   | 9–2       | Robbie Lawler      | KO (pugni)                       | UFC 47: It's On!                              | 2 aprile 2004     | 2     | 1:31  | Las Vegas, Stati Uniti      | |  |
| Vittoria   | 8–2       | Jeremy Jackson     | Sottomissione (armbar)           | UFC 44: Undisputed                            | 26 settembre 2003 | 3     | 2:04  | Las Vegas, Stati Uniti      | Debutto in UFC |  |
| Vittoria   | 7–2       | Jeremy Jackson     | KO Tecnico (pugni)               | IFC WC 18: Big Valley Brawl                   | 19 luglio 2003    | 1     | 4:33  | Lakeport, Stati Uniti       | Difende il titolo statunitense dei Pesi Welter IFC |  |
| Vittoria   | 6–2       | Joe Hurley         | Sottomissione (kimura)           | WEC 6: Return of a Legend                     | 27 marzo 2003     | 1     | 1:55  | Lemoore, Stati Uniti        | Vince il titolo dei Pesi Welter WEC |  |
| Sconfitta  | 5–2       | Kuniyoshi Hironaka | Decisione (non unanime)          | Shooto: Year End Show 2002                    | 14 dicembre 2002  | 3     | 5:00  | Chiba, Giappone             | |  |
| Vittoria   | 5–1       | Harris Sarmiento   | KO Tecnico (stop medico)         | Warriors Quest 8: Young Guns                  | 24 ottobre 2002   | 2     | 1:47  | Honolulu, Stati Uniti       | |  |
| Sconfitta  | 4–1       | Jeremy Jackson     | KO Tecnico (pugni)               | UA 4: King of the Mountain                    | 28 settembre 2002 | 1     | 0:49  | Auberry, Stati Uniti        | Torneo dei Pesi Welter UA 4, Finale |  |
| Vittoria   | 4–0       | Adam Lynn          | Sottomissione (armbar)           | UA 4: King of the Mountain                    | 28 settembre 2002 | 1     | 2:51  | Auberry, Stati Uniti        | Torneo dei Pesi Welter UA 4, Semifinale |  |
| Vittoria   | 3–0       | Blaine Tyler       | KO Tecnico (pugni)               | UA 4: King of the Mountain                    | 28 settembre 2002 | 2     | 2:01  | Auberry, Stati Uniti        | Torneo dei Pesi Welter UA 4, Quarti di finale |  |
| Vittoria   | 2–0       | Chris Lytle        | Decisione (non unanime)          | IFC: Warriors Challenge 17                    | 12 luglio 2002    | 3     | 5:00  | Porterville, Stati Uniti    | Vince il titolo statunitense dei Pesi Welter IFC |  |
| Vittoria   | 1–0       | Mike Wick          | Sottomissione (triangolo)        | IFC: Warriors Challenge 15                    | 31 agosto 2001    | 1     | 3:43  | Oroville, Stati Uniti       | |  |